# Jernejšek
Jernejšek je priimek v Sloveniji, ki ga je po podatkih Statističnega urada Republike Slovenije na dan 1. januarja 2021 uporabljalo 107 oseb. Ta priimek je po pogostnosti na 4.169 mestu.
Priimek Jernejšek je nastal iz imena Jernej, oz. prvotno tudi Bartolomej. Iz imena Jernej in njegovih oblik so nastali priimki Arne, Arnečič, Arnejc, Arnejčič, Arnejšek, Jerne, Jernečič, Jernej, Jernejc, Jernejčič, Jernejec, Jernejšek ter Bartel, Bartelj, Bartol, Bartolj, Brtoncelj, Paternež, Patrnoš.

## Znani nosilci priimka
- Miran Jernejšek (*1954), slovenski slikar paraplegik
- Jasna Jernejšek (*1982), slovenska neodvisna kuratorka, vodja projektov, avtorica in recenzentka na področju sodobnih vizualnih umetnosti